# Trolleboda, Ronneby kommun
Trolleboda är en bebyggelse, belägen i Ronneby socken i Ronneby kommun. För den norra delen av bebyggelsen, tillsammans med den kustnära bebyggelsen vid Sköneviken och Västra Dragsnäsviken upp till Dragsnäs, avgränsade SCB mellan 2015 och 2020 en småort.
Trolleboda är också ett fritidshusområde.